# 라레도 (스페인)

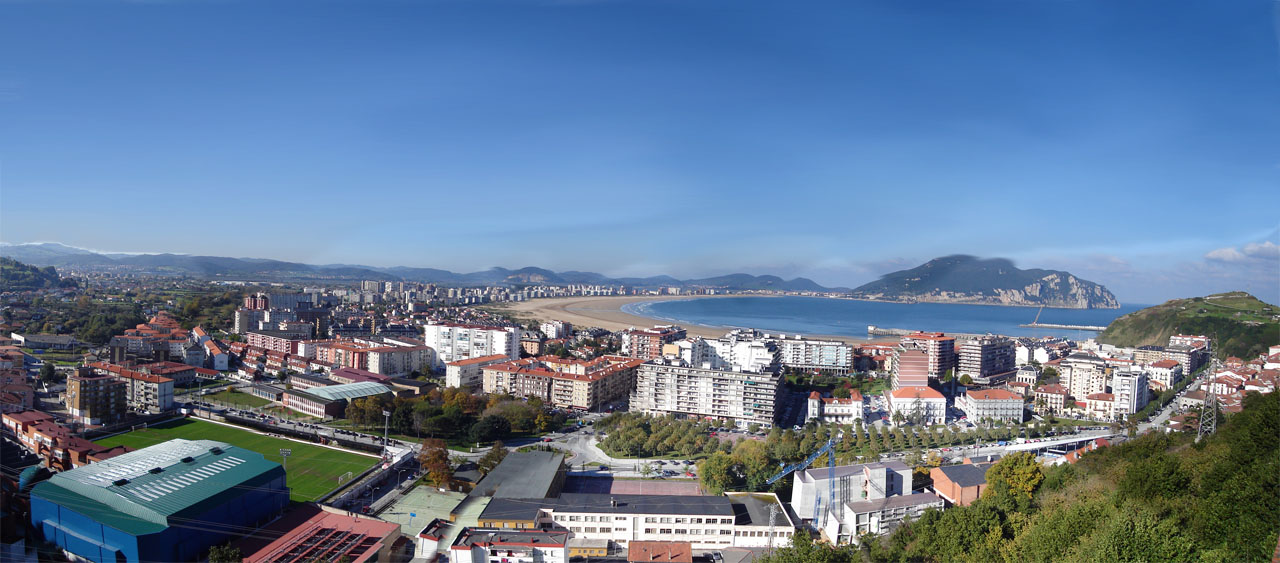
라레도

라레도(Laredo)는 스페인 칸타브리아 지방의 도시이다.